# 飲江
飲江（英語：Yam Gong，1949年12月—），原名劉以正，生於香港，香港詩人。

## 生平
20世紀70年代開始新詩創作。曾獲「香港青年文學奬」、「工人文學奬」、「職青文學奬」及「香港中文文學奬」等詩歌創作奬奬項。1987年與朋友創辦《九分壹》詩刊，並參與早期編輯工作。後歷任多屆「香港中文文學奬」詩歌奬評委；多次參與「香港青年文學奬」、「工人文學奬」、「大學文學奬」、「秋螢詩奬」、「李聖華詩奬」等評審工作。

## 作品
其詩歌作品散見於《伴侶》《盤古》《大拇指》《素葉》《新穗》《詩雙月刊》《香港文學》《秋螢》《呼吸詩刊》《詩潮》《小說風》《字花》等香港報刊雜誌。
1997年出版詩集《於是你沿街看節日的燈飾》，並獲「香港中文文學雙年奬」；2010年出版詩集《於是搬石你沿街看節日的燈飾》，収錄其詩作130余首。
飲江最新詩集《於是搬石伏匿匿躲貓貓你沿街看節日的燈飾》 (水煮魚文化，2022)，就如他 2010 年出版的詩集，收錄了他的新舊作品，有異想的戲仿、語帶雙關、複沓、引用世界文學和流行文化的典故，以及近年嘗試的標點符號實驗。此詩集由飲江多年好友ywc.lyc裝幀設計，為每本書加插小手工，可說是好友之間的對話，偶然將這手工書變成具寓意的「展品」，正好與飲江的詩歌相呼應。
飲江的詩集《行為藝術》（香港中文大學出版社，2015年）以原名Lau Yee-ching出版，由Canaan Morse翻譯。《搬石︰飲江詩選》[Moving a Stone, Selected Poems of Yam Gong]（Zephyr Press （页面存档备份，存于），2022 ）是飲江第一本雙語英譯詩集。由 James Shea 和謝曉虹合譯，收錄飲江四十年以來的詩歌。《搬石︰飲江詩選》為香港教育大學舉辦的社區閱讀活動「我城我書」(One City One Book Hong Kong) 2022年度選書。